# Elbachir Mbarki
Pour les articles homonymes, voir Mbarki.
Elbachir Mbarki, né le 9 mars 1996, est un athlète marocain, spécialiste du lancer du disque.

## Carrière
Il est médaillé d'or du lancer du disque aux Jeux de la Francophonie de 2017 à Abidjan et la médaille de bronze aux Championnats d'Afrique d'athlétisme 2018 à Asaba.
Il remporte le titre lors des Championnats panarabes d'athlétisme 2019 au Caire. Il est médaillé de bronze du lancer du disque aux Jeux africains de 2019.

## Palmarès
| Date | Compétition             | Lieu     | Résultat | Épreuve | Temps   |
| ---- | ----------------------- | -------- | -------- | ------- | ------- |
| 2017 | Jeux de la Francophonie | Abidjan  | 1er      | Disque  | 57,14 m |
| 2018 | Championnats d'Afrique  | Asaba    | 3e       | Disque  | 54,97 m |
| 2019 | Championnats panarabes  | Le Caire | 1er      | Disque  | 53,56 m |
| 2019 | Jeux africains          | Rabat    | 3e       | Disque  | 56,92 m |

## Records
| Épreuve          | Temps   | Lieu         | Date       |
| ---------------- | ------- | ------------ | ---------- |
| Lancer du disque | 58,27 m | Franconville | 2 mai 2018 |